# جمعية الحفاظ على السلالات المحلية النادرة والمهددة بالانقراض
جمعية الحفاظ على السلالات المحلية النادرة والمهددة بالانقراض أو GEH (بالألمانية: Gesellschaft zur Erhaltung alter und gefährdeter Haustierrassen) هي جمعية وطنية ألمانية معنية بالحفاظ على سلالات الحيوانات المستأنسة المحلية التاريخية والمهددة بالانقراض.

## التاريخ
تأسست جمعية GEH في فيتسنهاوزن بهسن، بوسط ألمانيا عام 1981. وتضم الجمعية حوالي 2100 عضو. ومنذ تأسيسها، لم يذكر أن انقرضت سلالة محلية حيوانية في ألمانيا.

## الأنشطة
تتعاون جمعية GEH مع منظمات وطنية ودولية أخرى للحفاظ على التنوع الحيوي. وتتولى الجمعية نشر قائمة بالسلالات المهددة بالانقراض سنويًا التي تصنف تحت أربع فئات من مخاطر الحفاظ التي تتعرض لها السلالات المحلية التي تضم الماشية والكلاب والماعز والخيول والخنازير والأرانب والأغنام والدجاج والبط والإوز والديك الرومي، وكذلك النحل؛ وجاري إدراج سلالات الحمام المحلي في القائمة.كما يتم إدراج بعض السلالات من خارج ألمانيا بشكل منفصل. وتضم مستويات الخطر الأربعة ما يلي:
- ·        أولاً:  extrem gefährdet، «مهدد بالانقراض بشدة»
- ·        ثانيًا: stark gefährdet،  «مهدد بالانقراض بشكل خطير»
- ·        ثالثًا:  gefährdet، «مهدد بالانقراض»
- ·        Vorwarnstufe، «ناقوس خطر»

يتم حساب مستوى المخاطر باستخدام معادلة تأخذ في الاعتبار خمسة معايير، هي:  عدد الحيوانات أو الإناث التي تتم تربيتها؛ ونسبة التزاوج للحيوانات الأصيلة غير المهجنة؛ واتجاه أعداد السلالة خلال خمس سنوات؛ عدد المربين أو القطعان؛ والفترة البينية بين أجيال الحيوان.
كما تنشر جمعية GEH، بالاشتراك مع الجمعية الوطنية الألمانية لمربي الدواجن (Bund Deutscher Rassegeflügelzüchter (de)، قائمة منفصلة من السلالات والأنواع المختلفة من الدواجن التاريخية التي تمت تربيتها في ألمانيا قبل عام 1930. على أن يتم استخدام مستويات مخاطر الحفاظ على السلالات نفسها المستخدمة في القائمة الحمراء الرئيسية.

## سلالات العام المهددة بالانقراض
منذ عام 1984، تقوم جمعية GEH كل عام بتحديد سلالة أو أكثر من سلالات الحيوانات لتكون «سلالة العام المهددة بالانقراض». حتى الآن، تم تحديد السلالات التالية:  
- 1984:  أغنام كورينثيانز Kärntner_Brillenschaf أو Jezersko–Solčava (أغنام).
- 1986:  أبقار [Murnau-Werdenfelser]  (أبقار)
- 1987:  خنزير [swine|Schwäbisch Hällisches]  (خنازير)
- 1988: [Schleswig Coldblood]   (خيل)
- 1989: Waldschaf (de)  (أغنام)
- 1990: Angeln Saddleback (خنازير)
- 1991: Rhönschaf (de) (ماشية)
- 1992: Hinterwälder (ماشية)
- 1993: Thüringer Wald Ziege (ماعز)
- 1994: Westphalian (دواجن)
- 1994: Diepholzer (إوز)
- 1994: Pomeranian_duck (بط)
- 1995: Bentheim_Black_Pied (خنازير)
- 1996: Schleswig_Coldblood (خيل)
- 1997: Rotes_Höhenvieh (ماشية)
- 1998: Weiße_gehörnte_Heidschnucke (ماشية)
- 1998: Altdeutscher_Hütehund (كلاب)
- 1999: Mangalica (خنازير)
- 2000: Rottaler (خيل)
- 2001: Bayerische_Landgans (de) (إوز)
- 2001: Bergischer_Kräher (دواجن)
- 2001: Bergische_Schlotterkamm (دواجن)
- 2001: Krüper (de) (دواجن)
- 2002: Angeln (ماشية)، أغراض التربية القديمة
- 2003: Großspitz وMittelspitz (كلاب)
- 2003: Deutscher_Pinscher (كلاب)
- 2004: Leutstettener (de) (خيل)
- 2004: European Dark Bee (نحل)
- 2005: Bentheimer_Landschaf (ماشية)
- 2006: Deutsches_Sattelschwein (de)  (خنازير)
- 2007: Murnau-Werdenfelser (ماشية)
- 2008: Bronzepute (ديك رومي)
- 2009: Alpines_Steinschaf (ماشية)
- 2010: Meißner_Widder (de) (أرانب)
- 2011: Limpurger (de) (ماشية)
- 2012: Deutscher_Sperber (de) (دواجن)
- 2013: Leineschaf (de) (ماشية)، النوع الأصلي
- 2014: Dülmener (خيل)
- 2015: Deutsche_Karakul (ماشية)
- 2016: Original_Braunvieh (ماشية)
- 2016: Glanrind (de) (ماشية)
- 2016:  Deutsches_Schwarzbuntes_Niederungsrind - ماشية -(German Black Pied)
- 2017: Deutsche_Pekingente (de) (بط)
- 2017: Orpington_Duck (بط)
- 2017: Warzenente (de) (بط)